# Brendan Schaub
Brendan Peter Schaub (Aurora, Colorado; 18 de marzo de 1983) es un artista marcial mixto estadounidense retirado que compitió en la categoría de peso pesado en Ultimate Fighting Championship. Fue finalista y subcampeón de The Ultimate Fighter 10.

## Carrera como jugador
Schaub fue jugador profesional de fútbol americano de los Utah Blaze de la AFL y miembro de la escuadra de prácticas de Buffalo Bills.

## Carrera en artes marciales mixtas

### Ultimate Fighting Championship
Schaub se recuperó de su derrota ante Nelson con una victoria por nocaut técnico en 47 segundos ante Chase Gormley en UFC on Versus 1.
Schaub se enfrentó a Chris Tuchscherer, el socio principal de entrenamiento del excampeón de peso pesado de UFC Brock Lesnar en UFC 116. Schaub ganó la pelea por nocaut técnico en la primera ronda.
El 23 de octubre de 2010, Schaub hizo su debut en la cartelera principal de UFC 121. Su rival fue el exretador al título de peso pesado de UFC, Gabriel Gonzaga. Por primera vez en la carrera de Schaub, la pelea pasó de la primera ronda, y fue a la distancia completa en la que Schaub fue declarado ganador por decisión unánime.
Schaub había expresado su interés por pelear contra Frank Mir o Mirko Filipović en su próxima pelea y parecía que iba a conseguir su deseo de pelear contra Mir, pero este fue reservado provisionalmente para UFC 128 el 19 de marzo de 2011. Sin embargo, Schaub se enfrentó a Mirko Filipović en el evento, un día después de su 28 cumpleaños. Schaub ganó el premio al KO de la Noche con una victoria por nocaut en la tercera ronda después de conectar un perfecto contragolpe.
El 27 de agosto de 2011, Schaub se enfrentó a Antônio Rodrigo Nogueira en UFC 134. Schaub perdió la pelea por nocaut en la primera ronda.
Schaub perdió su segunda pelea consecutiva ante Ben Rothwell por nocaut el 21 de abril de 2012 en UFC 145.
Schaub/Johnson tuvo lugar el 23 de febrero de 2013 en UFC 157. Schaub usó su lucha para tomar el control sobre Johnson en el suelo durante las tres rondas para ganar la pelea por decisión unánime. Johnson dio positivo por elevados niveles de testosterona en un control antidopaje después de la pelea.
El 21 de septiembre de 2013, Schaub se enfrentó a Matt Mitrione en UFC 165. Schaub derrotó a Mitrione por sumisión en la primera ronda.
Schaub se enfrentó al excampeón de peso pesado de UFC Andrei Arlovski el 14 de junio de 2014 en UFC 174. Schaub perdió la pelea por decisión dividida.
El 6 de diciembre de 2014, Schaub se enfrentó a Travis Browne en UFC 181. Schaub perdió la pelea por nocaut técnico en la primera ronda.

## Campeonatos y logros
- Ultimate Fighting Championship
  - Finalista del The Ultimate Fighter 10
  - KO de la Noche (Una vez)

- Ring of Fire
  - Campeón de Peso Pesado (Una vez)

## Récord en artes marciales mixtas
| Resultado | Récord | Oponente                 | Método                          | Evento                         | Fecha                    | Ronda | Tiempo | Localización         | Notas                                     |
| --------- | ------ | ------------------------ | ------------------------------- | ------------------------------ | ------------------------ | ----- | ------ | -------------------- | ----------------------------------------- |
| Derrota   | 10–5   | Travis Browne            | TKO (golpes)                    | UFC 181                        | 6 de diciembre de 2014   | 1     | 4:50   | Las Vegas, Nevada    |                                           |
| Derrota   | 10–4   | Andrei Arlovski          | Decisión (dividida)             | UFC 174                        | 14 de junio de 2014      | 3     | 5:00   | Vancouver            |                                           |
| Victoria  | 10–3   | Matt Mitrione            | Sumisión técnica (D'arce choke) | UFC 165                        | 21 de septiembre de 2013 | 1     | 4:06   | Toronto              |                                           |
| Victoria  | 9–3    | Lavar Johnson            | Decisión (unánime)              | UFC 157                        | 23 de febrero de 2013    | 3     | 5:00   | Anaheim, California  |                                           |
| Derrota   | 8–3    | Ben Rothwell             | KO (golpes)                     | UFC 145                        | 21 de abril de 2012      | 1     | 1:10   | Atlanta, Georgia     |                                           |
| Derrota   | 8–2    | Antônio Rodrigo Nogueira | KO (golpes)                     | UFC 134                        | 27 de agosto de 2011     | 1     | 3:09   | Río de Janeiro       |                                           |
| Victoria  | 8–1    | Mirko Filipović          | KO (golpe)                      | UFC 128                        | 19 de marzo de 2011      | 3     | 3:44   | Newark, Nueva Jersey | KO de la Noche.                           |
| Victoria  | 7–1    | Gabriel Gonzaga          | Decisión (unánime)              | UFC 121                        | 23 de octubre de 2010    | 3     | 5:00   | Anaheim, California  |                                           |
| Victoria  | 6–1    | Chris Tuchscherer        | TKO (golpes)                    | UFC 116                        | 3 de julio de 2010       | 1     | 1:07   | Las Vegas, Nevada    |                                           |
| Victoria  | 5–1    | Chase Gormley            | TKO (golpes)                    | UFC Live: Vera vs. Jones       | 21 de marzo de 2010      | 1     | 0:47   | Broomfield, Colorado |                                           |
| Derrota   | 4–1    | Roy Nelson               | KO (golpe)                      | The Ultimate Fighter 10 Finale | 5 de diciembre de 2009   | 1     | 3:45   | Las Vegas, Nevada    | Perdió TUF 10.                            |
| Victoria  | 4–0    | Bojan Spalević           | TKO (golpes)                    | ROF 34: Judgment Day           | 12 de abril de 2009      | 1     | 0:52   | Broomfield, Colorado | Ganó el Campeonato de Peso Pesado de ROF. |
| Victoria  | 3–0    | Alex Rozman              | TKO (golpes)                    | ROF 33: Adrenaline             | 10 de enero de 2009      | 1     | 1:27   | Broomfield, Colorado |                                           |
| Victoria  | 2–0    | Johnny Curtis            | KO (golpes)                     | UWC: Confrontation             | 11 de octubre de 2008    | 1     | 1:07   | Fairfax, Virginia    |                                           |
| Victoria  | 1–0    | Jay Lester               | TKO (golpes)                    | ROF 32: Respect                | 13 de junio de 2008      | 1     | 0:30   | Broomfield, Colorado |                                           |